# Il giorno della luna nera
Il giorno della luna nera è un film del 1986, diretto da Harley Cokeliss e scritto da John Carpenter, con Tommy Lee Jones, Linda Hamilton e Robert Vaughn.

## Trama
Il ladro Sam Quint lavora per l'FBI per recuperare un  nastro magnetico che contiene informazioni vitali. Sam incontra Marvin Ringer, un killer che egli ha rimpiazzato e sta cercando lo stesso nastro. In un tentativo disperato di rubarla a Ringer e riportarla all'ufficiale governativo Johnson, Quint nasconde la cassetta nel prototipo di un veicolo che dovrebbe raggiungere le 300 mp/h, chiamato Luna Nera, che deve essere presentato a breve a Los Angeles.
Mentre il veicolo si trova parcheggiato in un garage al sicuro di Los Angeles, questo e altri veicoli ancora vengono rubati da una cerchia di ladri. Una giovane donna chiamata Nina ruba la Luna Nera, attirandosi Quint. Lei ritorna ad un magazzino che funge da quartier generale dei malfattori; il boss è Ed Rylan. Quint deve allora iniziare ad assecondare Nina affinché questa lo aiuti inconsapevolmente a recuperare la Luna Nera, sopravvivere e riportare indietro l'auto entro il giorno successivo.

## Distribuzione

### Home video
La Storm Video ha distribuito il DVD in Italia

## Riconoscimenti
- 1986 - MystFest
  - Candidatura come miglior film